# A szolgálólány meséje epizódjainak listája
Ez az oldal A szolgálólány meséje epizódjainak listáját tartalmazza.
A szolgálólány meséje egy dráma, sci-fi sorozat melyet a Hulu televíziós csatorna mutatott be az Amerikai Egyesült államokban 2017. április 26-án. Magyarországon a sorozatot a HBO sugározza 2017. július 10 óta.

## Évadáttekintés
| Évad | Évad | Részek száma | Részek száma | Eredeti sugárzás     | Eredeti sugárzás    | Eredeti adó          | Magyar sugárzás     | Magyar sugárzás      | Magyar adó |
| Évad | Évad | Részek száma | Részek száma | Évadbemutató         | Évadzáró            | Eredeti adó          | Évadbemutató        | Évadzáró             | Magyar adó |
| ---- | ---- | ------------ | ------------ | -------------------- | ------------------- | -------------------- | ------------------- | -------------------- | ---------- |
|      | 1.   | 10           | 10           | 2017. április 26.    | 2017. június 14.    |                      | 2017. július 10.    | 2017. szeptember 11. |            |
|      | 2.   | 13           | 13           | 2018. április 25.    | 2018. július 11.    | 2018. május 25.      | 2018. augusztus 17. |                      |            |
|      | 3.   | 13           | 13           | 2019. június 5.      | 2019. augusztus 14. | 2019. július 26.     | 2019. szeptember 6. |                      |            |
|      | 4.   | 10           | 10           | 2021. április 28.    | 2021. június 16.    | 2021. április 30.    | 2021. június 18.    |                      |            |
|      | 5.   | 10           | 10           | 2022. szeptember 14. | 2022. november 9.   | 2022. szeptember 14. | 2022. november 9.   |                      |            |
|      | 6.   | 10           | 10           | 2025. április 8.     | 2025. május 27.     | 2025. április 8.     | 2025. május 27.     |                      |            |

## Első évad (2017)
| Sor. | Év. | Cím                                                                   | Rendező           | Író                  | Premier                               |
| ---- | --- | --------------------------------------------------------------------- | ----------------- | -------------------- | ------------------------------------- |
| 1..  | 1.  | Fredé (Offred)                                                        | Reed Morano       | Bruce Miller         | 2017. április 26. 2017. július 10.    |
| 2.   | 2.  | Születésnap (Birth Day)                                               | Reed Morano       | Bruce Miller         | 2017. április 26. 2017. július 17.    |
| 3.   | 3.  | Késés (Late)                                                          | Reed Morano       | Bruce Miller         | 2017. április 26. 2017. július 24.    |
| 4.   | 4.  | Nolite Te Bastardes Carborundorum (Nolite Te Bastardes Carborundorum) | Mike Baker        | Leila Gerstein       | 2017. május 3. 2017. július 31.       |
| 5.   | 5.  | Hűség (Faithful)                                                      | Mike Barker       | Dorothy Fortenberry  | 2017. május 10. 2017. augusztus 7.    |
| 6.   | 6.  | A nő helye (A Woman's Place)                                          | Floria Sigismondi | Wendy Straker Hauser | 2017. május 17. 2017. augusztus 14.   |
| 7.   | 7.  | A túloldalon (The Other Side)                                         | Floria Sigismondi | Lynn Renee Maxcy     | 2017. május 24. 2017. augusztus 21.   |
| 8.   | 8.  | Jezebels (Jezebels)                                                   | Kate Dennis       | Kira Snyder          | 2017. május 31. 2017. augusztus 28.   |
| 9.   | 9.  | A híd (The Bridge)                                                    | Kate Dennis       | Eric Tuchman         | 2017. június 7. 2017. szeptember 4.   |
| 10.  | 10. | Éjszaka (Night)                                                       | Kari Skogland     | Bruce Miller         | 2017. június 14. 2017. szeptember 11. |

## Második évad (2018)
| Sor. | Év. | Cím                                      | Rendező        | Író                        | Premier                              |
| ---- | --- | ---------------------------------------- | -------------- | -------------------------- | ------------------------------------ |
| 11.  | 1.  | June (June)                              | Mike Barker    | Bruce Miller               | 2018. április 25. 2018. május 25.    |
| 12.  | 2.  | Nem nők (Unwomen)                        | Mike Barker    | Bruce Miller               | 2018. április 25. 2018. június 1.    |
| 13.  | 3.  | Csomag (Baggage)                         | Kari Skogland  | Dorothy Fortenberry        | 2018. május 2. 2018. június 8.       |
| 14.  | 4.  | Szerető, feleség (Other Women)           | Kari Skogland  | Yahlin Chang               | 2018. május 9. 2018. június 15.      |
| 15.  | 5.  | Hajtások (Seeds)                         | Mike Barker    | Kira Snyder                | 2018. május 16. 2018. június 22.     |
| 16.  | 6.  | Kiserken a vér (First Blood)             | Mike Barker    | Eric Tuchman               | 2018. május 23. 2018. június 29.     |
| 17.  | 7.  | Utána (After)                            | Kari Skogland  | Lynn Renee Maxcy           | 2018. május 30. 2018. július 6.      |
| 18.  | 8.  | Női munka (Women's Work)                 | Kari Skogland  | Nina Fiore & John Herrera  | 2018. június 6. 2018. július 13.     |
| 19.  | 9.  | Bizonyítékok (Smart Power)               | Jeremy Podeswa | Dorothy Fortenberry        | 2018. június 13. 2018. július 20.    |
| 20.  | 10. | Az utolsó szertartás (The Last Ceremony) | Jeremy Podeswa | Yahlin Chang               | 2018. június 20. 2018. július 27.    |
| 21.  | 11. | Holly (Holly)                            | Daina Reid     | Bruce Miller & Kira Snyder | 2018. június 27. 2018. augusztus 3.  |
| 22.  | 12. | Elválasztás (Postpartum)                 | Daina Reid     | Eric Tuchman               | 2018. július 4. 2018. augusztus 10.  |
| 23.  | 13. | Az ige (The Word)                        | Mike Barker    | Bruce Miller               | 2018. július 11. 2018. augusztus 17. |

## Harmadik évad (2019)
| Sor. | Év. | Cím                                               | Rendező             | Író                       | Premier                                 |
| ---- | --- | ------------------------------------------------- | ------------------- | ------------------------- | --------------------------------------- |
| 24.  | 1.  | Éjszaka (Night)                                   | Mike Barker         | Bruce Miller              | 2019. június 5. 2019. július 26.        |
| 25.  | 2.  | Mary és Martha (Mary and Martha)                  | Mike Barker         | Kira Snyder               | 2019. június 5. 2019. július 26.        |
| 26.  | 3.  | Hasznos (Useful)                                  | Amma Asante         | Yahlin Chang              | 2019. június 5. 2019. augusztus 2.      |
| 27.  | 4.  | Isten áldja meg a gyermeket (God Bless the Child) | Amma Asante         | Eric Tuchman              | 2019. június 12. 2019. augusztus 2.     |
| 28.  | 5.  | Ismeretlen hívó (Unknown Caller)                  | Colin Watkinson     | Marissa Jo Cerar          | 2019. június 19. 2019. augusztus 9.     |
| 29.  | 6.  | Háztartás (Household)                             | Dearbhla Walsh      | Dorothy Fortenberry       | 2019. június 26. 2019. augusztus 9.     |
| 30.  | 7.  | A szeme alatt (Under His Eye)                     | Mike Barker         | Nina Fiore & John Herrera | 2019. július 3. 2019. augusztus 16.     |
| 31.  | 8.  | Alkalmatlan (Unfit)                               | Mike Barker         | Kira Snyder               | 2019. július 10. 2019. augusztus 16.    |
| 32.  | 9.  | Hősies (Heroic)                                   | Daina Reid          | Lynn Renee Maxcy          | 2019. július 17. 2019. augusztus 23.    |
| 33.  | 10. | Tanú (Witness)                                    | Daina Reid          | Jacey Heldrich            | 2019. július 24. 2019. augusztus 23.    |
| 34.  | 11. | Hazugok (Liars)                                   | Deniz Gamze Ergüven | Yahlin Chang              | 2019. július 31. 2019. augusztus 30.    |
| 35.  | 12. | Áldozat (Sacrifice)                               | Deniz Gamze Ergüven | Eric Tuchman              | 2019. augusztus 7. 2019. augusztus 30.  |
| 36.  | 13. | Vészhelyzet (Mayday)                              | Mike Barker         | Bruce Miller              | 2019. augusztus 14. 2019. szeptember 6. |

## Negyedik évad (2021)
| Sor. | Év. | Cím                       | Rendező         | Író                       | Premier                             |
| ---- | --- | ------------------------- | --------------- | ------------------------- | ----------------------------------- |
| 37.  | 1.  | Disznók (Pigs)            | Colin Watkinson | Bruce Miller              | 2021. április 28. 2021. április 30. |
| 38.  | 2.  | Nadragulya (Nightshade)   | Colin Watkinson | Kira Snyder               | 2021. április 28. 2021. április 30. |
| 39.  | 3.  | Válaszút (The Crossing)   | Elisabeth Moss  | Bruce Miller              | 2021. április 28. 2021. április 30. |
| 40.  | 4.  | Tej (Milk)                | Christina Choe  | Jacey Heldrich            | 2021. május 5. 2021. május 7.       |
| 41.  | 5.  | Chicago (Chicago)         | Christina Choe  | John Herrera & Nina Fiore | 2021. május 12. 2021. május 14.     |
| 42.  | 6.  | Fogadalmak (Vows)         | Richard Shepard | Dorothy Fortenberry       | 2021. május 19. 2021. május 21.     |
| 43.  | 7.  | Otthon (Home)             | Richard Shepard | Yahlin Chang              | 2021. május 26. 2021. május 28.     |
| 44.  | 8.  | Vallomástétel (Testimony) | Elisabeth Moss  | Kira Snyder               | 2021. június 2. 2021. június 4.     |
| 45.  | 9.  | Előrelépés (Progress)     | Elisabeth Moss  | Eric Tuchman & Aly Monroe | 2021. június 9. 2021. június 11.    |
| 46.  | 10. | A Vadon (The Wilderness)  | Liz Garbus      | Bruce Miller              | 2021. június 16. 2021. június 18.   |

## Ötödik évad (2022)
| Sor. | Év. | Cím                           | Rendező          | Író                       | Premier              |
| ---- | --- | ----------------------------- | ---------------- | ------------------------- | -------------------- |
| 47.  | 1.  | Reggel (Morning)              | Elisabeth Moss   | Bruce Miller              | 2022. szeptember 14. |
| 48.  | 2.  | Balett (Ballet)               | Elisabeth Moss   | Nina Fiore & John Herrera | 2022. szeptember 14. |
| 49.  | 3.  | A határ (Border)              | Dana Gonzales    | Aly Monroe                | 2022. szeptember 21. |
| 50.  | 4.  | Drága Fredé (Dear Offred)     | Dana Gonzales    | Jacey Heldrich            | 2022. szeptember 28. |
| 51.  | 5.  | Tündérmese (Fairytale)        | Eva Vives        | J. Holtham                | 2022. október 5.     |
| 52.  | 6.  | Együtt (Together)             | Eva Vives        | Katherine Collins         | 2022. október 12.    |
| 53.  | 7.  | A senkiföldje (No Man’s Land) | Natalia Leite    | Rachel Shukert            | 2022. október 19.    |
| 54.  | 8.  | Anyaföld (Motherland)         | Natalia Leite    | Yahlin Chang              | 2022. október 26.    |
| 55.  | 9.  | Hűség (Allegiance)            | Bradley Whitford | Eric Tuchman              | 2022. november 2.    |
| 56.  | 10. | Biztonság (Safe)              | Elisabeth Moss   | Bruce Miller              | 2022. november 9.    |

## Hatodik évad (2025)
| Sor. | Év. | Cím                                         | Rendező        | Író                           | Premier           |
| ---- | --- | ------------------------------------------- | -------------- | ----------------------------- | ----------------- |
| 57.  | 1.  | Vonat (Train)                               | Elisabeth Moss | Nika Castillo és Bruce Miller | 2025. április 8.  |
| 58.  | 2.  | Száműzetés (Exile)                          | Elisabeth Moss | J. Holtham                    | 2025. április 8.  |
| 59.  | 3.  | Odaadás (Devotion)                          | David Lester   | Nina Fiore és John Herrera    | 2025. április 8.  |
| 60.  | 4.  | Előléptetés (Promotion)                     | Natalia Leite  | Jacey Heldrich                | 2025. április 15. |
| 61.  | 5.  | Janine (Janine)                             | Natalia Leite  | Ubah Mohamed                  | 2025. április 22. |
| 62.  | 6.  | Meglepetés (Surprise)                       | Natalia Leite  | Aly Monroe                    | 2025. április 29. |
| 63.  | 7.  | Törött (Shattered)                          | Daina Reid     | Katherine Collins             | 2025. május 6.    |
| 64.  | 8.  | Exodus (Exodus)                             | Daina Reid     | Yahlin Chang                  | 2025. május 13.   |
| 65.  | 9.  | Végrehajtás (Execution)                     | Elisabeth Moss | Eric Tuchman                  | 2025. május 20.   |
| 66.  | 10. | A szolgálólány meséje (The Handmaid's Tale) | Elisabeth Moss | Bruce Miller                  | 2025. május 27.   |